# سموگوژوو (استان اوپوله)
سموگوژوو (به لهستانی:  Smogorzów) یک روستا در لهستان است که در گمینا نامسووو واقع شده‌است.